# Novator Telecom Poland
Novator Telecom Poland – firma kontrolowana przez islandzkiego miliardera Thora Björgólfssona. Firma ta posiada 49,7% udziałów czwartego operatora w Polsce sieci telefonii komórkowej – P4.
Novator to firma zarządzająca funduszami typu private equity. Głównymi branżami, w jakie inwestuje firma, są telekomunikacja, usługi finansowe oraz przemysł farmaceutyczny i ochrona zdrowia.